# 镰仓幕府

鎌倉幕府初代征夷大將軍源賴朝

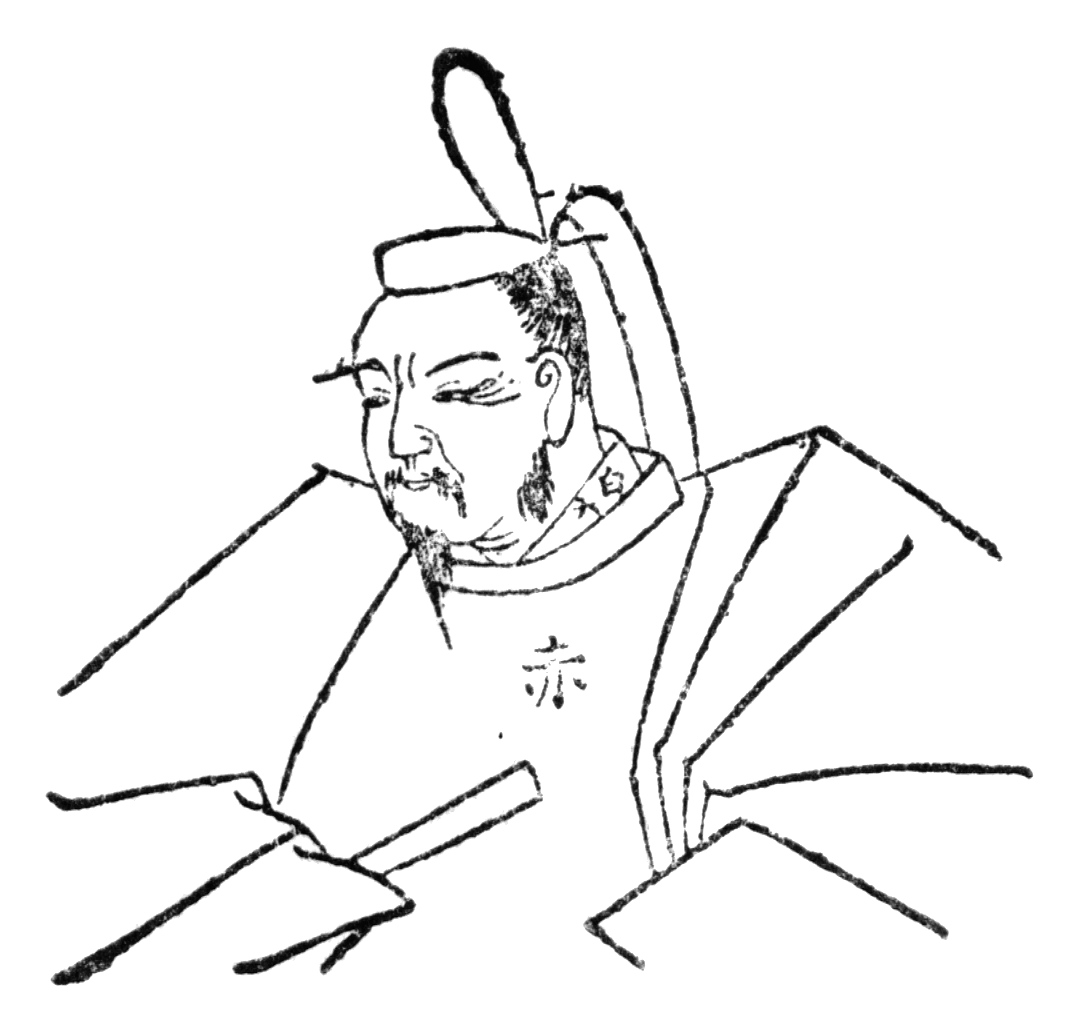
鎌倉幕府初代执权北條時政

鎌倉幕府（日语：／ Kamakura bakufu，1185年—1333年），是日本第一个幕府政权，政治中心在鎌倉。镰仓幕府存在的约150年也被称作镰仓时代。镰仓幕府建立者为河内源氏源赖朝，后演變成以北条時政、北条義時等为中心的坂东武士政权。
初代“镰仓殿”源赖朝死后，由于御家人之间残酷的权力爭奪，以致赖朝嫡流断絶，此后北条义时的嫡流、得宗家成为镰仓幕府的实际统治者。後期御家人与得宗家御内人之间的矛盾不断升级，動搖镰仓政权的统治基石，最终為各路反镰仓势力所攻灭，取而代之的是室町幕府。

## 概述

### 幕府成立过程概述
1180年（治承4年），源赖朝選定镰仓大仓乡设置大仓御所为将军的居所，并设置此后具備幕府原型的“侍所”，構建起武家政权。为迫使赖朝出兵抗衡上洛的木曾义仲，朝廷于寿永二年十月（1183年）宣旨认可镰仓对东国的实际支配权，條件是镰仓保证東国各地庄园及公领继续向朝廷纳以官物和年贡。
坛之浦之战（1185年）平氏灭亡后，朝廷又颁布文治勅令（1185年），允许镰仓在诸国设立守护及地头职位。1190年（建久元年），源赖朝受命为权大纳言兼右近卫大将，并于同年开设政所，繼于1192年受命为征夷大将軍，标志着镰仓武家政权正式成立。
起初，幕府在各国设置守护，並负责各地的治安，御家人所能掌管的土地相當有限。但随着时间的推移，幕府所控制的土地范围逐渐增大，并随着承久之乱及元寇时期幕府对各地庄园的强制支配，在得宗家专制时期，最终确立了幕府对全国土地的支配权。

## 历史详述

### 源平合战与镰仓政权的建立
在治承三年政变之后，平清盛虽然“挟三皇（后白河、高仓、安德）以令天下”，开创了平氏政權，但朝野上下一片愤慨，从1177年鹿谷阴谋开始，全国不乏出现反对平氏专权的声音。1180年、後白河法皇三子以仁王举兵宣布讨伐平氏，虽然迅速败亡，但以此为契机，全国反平氏的势力瞬间一发而不可收。
此后武将出身的源赖朝打败了贵族阶级的实权派平宗盛一族（平清盛在源賴朝舉兵起事不足一年便死於熱病，平宗盛繼任平氏當主；平家先遭源義仲討伐軍重創退往西國，之後源氏討伐軍內鬨，先行進京的源義仲因為介入皇室繼承權力鬥爭，遭受源賴朝麾下源義經軍團攻擊而覆滅），并逼迫在源平之战中为自己立下了汗马功劳的兄弟源义经自杀，达到了自己一手遮天的目的。另一方面，源義經因討伐源義仲及平宗盛的戰功，形成和坐鎮東國監控奧州藤原氏的源賴朝分庭抗禮之政治勢力，在有心人士的政治擺弄下，再度上演源氏討伐軍政戰內鬨的悲劇；源義經在京遭源賴朝遣軍討伐敗走遁依奧州藤原氏，奧州平泉新任當主藤原泰衡一反先主藤原秀衡遺命，不願介入源氏內鬨而討死源義經希求和解。但源賴朝鑑於割據地方稱雄近百年的奧州藤原氏政勢潛在威脅，避免奧州藤原氏質變成另一個伊勢平氏（平清盛政團），遂發動奧州合戰討滅藤原家，大體完成當時日本各地割據勢力的統一。源賴朝之所以企圖一手遮天，主要是為了避免自己在皇族公家的政治擺佈下，成為另一個平宗盛或源義仲。
源平会战在日本可谓家喻户晓，作家信浓前司行长据此写成历史小说《平家物语》。镰仓幕府的建立标志着日本中央贵族掌握实际统治权的结束，而在贵族时代地位很低的武士登上了历史舞台。武士阶层鄙视平安朝贵族萎靡的生活，崇尚以“忠君、节义、廉耻、勇武、坚忍”为核心的思想，结合儒学、佛教禅宗、神道，形成武士的精神支柱“武士道”。13世纪元军侵日战争客观上使幕府进一步加强了对日本的统治。镰仓幕府的建立也标志着天皇成为傀儡，幕府成为实际的政治中心（但是早在藤原北家創立攝關政治體制起，皇室便已喪失實權；平清盛與源賴朝先後崛起，代表日本政治中心從公卿朝臣家族集團過渡至地方武士家族集團，即指政治實權從藤原公家過渡至平源武家操控）。
建久3年（1192）3月，後白河院駕崩，關白九條兼實成為朝廷實質掌權者。源賴朝向朝廷表示欲被任命為“大將軍”；朝廷提出惣官、征東大将軍、征夷大將軍、上將軍四個方案，經過討論，決定任命源賴朝為征夷大將軍。九條兼實的女兒九條任子是後鳥羽天皇的中宮但未生下皇子。1195年源通親的養女源在子為天皇誕下一子為仁（即後來的土御門天皇）之後，次年京都就發生了政變，九條任子就被廢去中宮之位，其父兼實也被罷免官職。源賴朝也為政變的幕後主謀之一。
建久9年（1198年）1月11日，後鳥羽天皇禪位給了兒子為仁親王，是為土御門天皇。此後，後鳥羽上皇開設院政，輔佐土御門、順德、仲恭三代天皇。他積極對院政進行改革，並在1199年源賴朝死後對鐮倉幕府持強硬態度，試圖將鐮倉幕府控制在自己手裡。

#### 年表
- 1180年（治承4年）， 源赖朝在流放地伊豆国举兵讨伐平家（源赖朝与关东武士形成初步的主从关系）。
  - 同年，源赖朝平定武藏和相模，进入镰仓，并设置大倉御所（日语：大倉御所）。
  - 同年，源赖朝设立侍所，建立实际上的武士管理机构。
- 1183年（寿永2年），朝廷賦予源賴朝東海道與東山道的軍事・警察・行政權（壽永二年十月宣旨（日语：寿永二年十月宣旨））。
- 1184年（寿永3年），源頼朝在镰仓建立公文所（日语：公文所）（后改称为政所）和問注所（日语：問注所），確立行政与司法机构。
- 1185年（文治元年），平家灭亡（敌对武家势力灭亡）。
  - 同年，朝廷允许镰仓在諸国设置守护与地头职位（文治勅許（日语：文治の勅許））。
- 1189年（文治5年），源赖朝发动奥州征伐，讨灭奥州藤原氏（消灭有能力与镰仓对抗的最后一个武家势力）。
- 1190年（建久元年），源賴朝上洛，朝廷任命其为右近卫大将（律令制所规定的武官所能担任的最高官位）。後，源賴朝確立其日本國總追捕使（日语：追捕使）、總地頭的地位。
- 1192年（建久3年），源赖朝被朝廷任命为征夷大將軍。
- 1221年（承久3年），以北条氏为中心的镰仓军于承久之乱中大败後鳥羽上皇所領導的朝廷军，彻底确立对朝廷以及西國的掌控。

### 北條氏的崛起與摄关将军

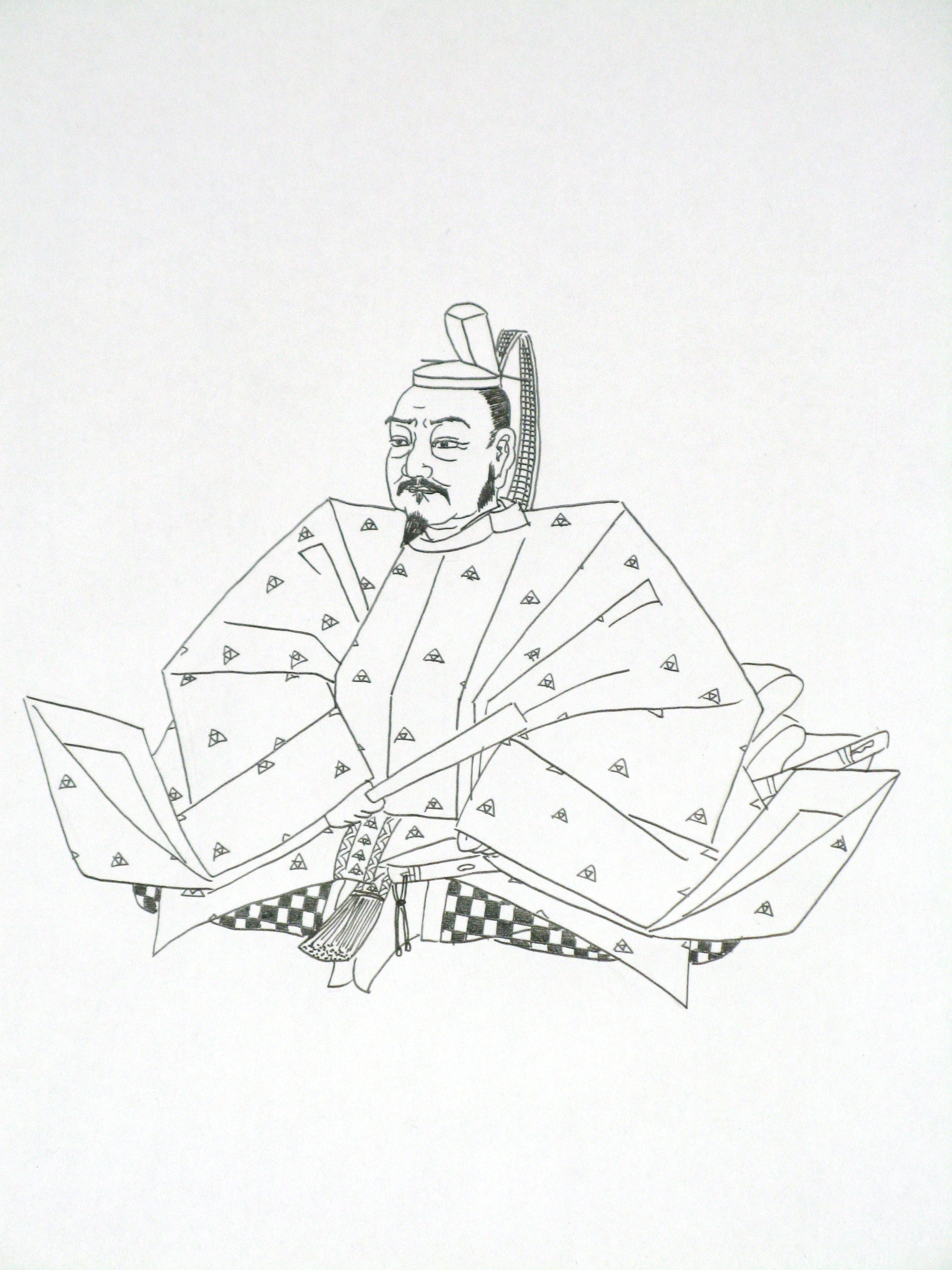
鎌倉幕府二代執權北條義時

正治元年(1199)，源賴朝薨去，嫡子源賴家繼任家督，但御家人相互爭權，梶原氏、比企氏等有力御家人相繼失勢。建仁3年(1203)，源賴家被廢黜後，千幡為鐮倉幕府第三代將軍，後鳥羽上皇賜名「實朝」，試圖擴大朝廷對幕府的影響力。在源實朝擔任將軍的時期，朝廷和幕府之間的關係十分親睦。幕府曾提出「宮將軍」的構想，也就是讓親王出任將軍。建保7年(1219)，源實朝被暗殺，朝廷和北條氏控制下的幕府關係惡化，後鳥羽上皇拒絕了幕府宮將軍的構想。爾後，朝廷與幕府達成妥協，由既有藤原北家九條流血統，又是源賴朝遠親的三寅(之後的四代將軍藤原賴經)下向鐮倉。

### 承久之乱
承久元年（1219），大內守護源頼茂被在京御家人與西面武士等在京武士追討，包括仁壽殿、宜陽殿、校書殿在內的許多宮殿被燒毀。後鳥羽上皇下令向全國徵收重建宮殿的費用，但鐮倉幕府轄下的東國地頭一部份拒絕向朝廷繳稅。這使朝廷和幕府的關係急劇惡化。
承久3年（1221）5月15日，後鳥羽上皇下達了討伐時任幕府執權北條義時的院宣及官宣旨，並召集畿內、近國的武士討伐幕府，史稱承久之亂。北條義時率軍反擊，朝廷軍大敗。北條義時的兒子北條泰時率大軍入京，將後鳥羽上皇流放隱歧島，順德上皇流放佐渡島，土御門上皇流放土佐國。後鳥羽上皇的皇子雅成親王流放但馬國、頼仁親王流放備前國。同時廢黜了順德上皇的兒子仲恭天皇，擁立後鳥羽上皇哥哥守貞親王的兒子茂仁王為新的天皇，是為後堀河天皇；守貞親王則以太上天皇的身份執掌院政，是為後高倉院。自此後，幕府開始干預天皇皇位繼承。
後鳥羽上皇方的貴族及武士所領有的3000余處土地遭幕府沒收，賜予東國御家人；幕府也沒收多位在京御家人的守護職，並分配給東國御家人。其後，幕府於京都設置六波羅探題，作為幕府統御西國御家人的駐外機構。

### 镰仓幕府的末日
文保2年(1318)，後醍醐天皇即位，決心恢復皇室權威，排除武家政治對朝廷的干涉。正中元年（1324），後醍醐天皇密謀倒幕，但計劃被幕府得知，後醍醐天皇心腹日野資朝遭到流放，第一次倒幕運動失敗，史稱「正中之變」。元弘元年(1331)，後醍醐天皇再次密謀倒幕，倒幕軍被幕府軍打敗，史稱「元弘之亂」，後醍醐天皇被流放，第二次倒幕運動失敗。
元弘之亂後，近畿、四國、九州等各地武士的倒幕運動此起彼伏。正慶2年(1333)，幕府派足利高氏前去西日本平亂，途中足利高氏倒戈天皇方，領兵反抗幕府，攻擊六波羅探題部隊。於此之機，新田義貞於關東起兵，立下大功攻下了鎌倉，最後一代執權北條守時與得宗北條高時相繼自殺，東勝寺一役標誌著鎌倉幕府的滅亡。九州鎮西探題則在少貮貞經、大友貞宗、島津貞久等反幕府勢力攻擊下敗亡。

### 建武新政与南北朝
後醍醐天皇於鎌倉幕府敗亡後，推行新政，史稱建武新政。由於新政未能滿足部分武士的要求，故引來其不滿。其中，倒幕大將足利高氏雖然被賜予後醍醐天皇名字中的尊字，但其与失势的持明院统及反后醍醐天皇的公家势力结合，拥立新天皇，新天皇光明天皇策封他為征夷大將軍，是為北朝。
後醍醐天皇持著天皇象徵的三神器退往大和的吉野（今奈良縣），是為南朝，至此南北朝（1334~1392年）終於形成。

## 幕府的政治与经济结构

### 幕府职制

#### 中央
- 征夷大将軍（鎌倉殿）
- 執權
- 連署
- 評定眾
- 引付眾
- 寄合眾
- 侍所
- 公文所（日语：公文所） → 政所
- 問注所（日语：問注所）

#### 地方
- 守護
- 地頭
- 京都守護（日语：京都守護） → 六波羅探題
- 鎮西奉行（日语：鎮西奉行） → 鎮西探題
- 奥州總奉行（日语：奥州総奉行）
- 蝦夷沙汰職･蝦夷代官（日语：蝦夷管領）
- 長門探題

### 幕府经济基础
- 關東御領（日语：関東御領） - 將軍直轄莊園的收入
- 關東御分国（日语：関東御分国） - 將軍知行國（日语：知行国）的收入
- 關東御公事（日语：関東御公事） - 幕府向御家人課徵的稅賦